# 玫瑰 (小紅莓合唱團專輯)
《玫瑰》，是爱尔兰另类摇滚樂團小紅莓樂隊於2012年2月21日，由Cooking Vinyl發行的第六張錄音室專輯。